# Hôtel des abbés de Fécamp
L'hôtel des abbés de Fécamp, ou simplement hôtel de Fécamp, est un hôtel particulier situé au no 5 rue Hautefeuille dans le 6e arrondissement de Paris. Construit au XIIIe siècle pour les abbés de la Trinité de Fécamp, il a été rebâti au XVIe siècle.

## Histoire
Un premier hôtel est construit en 1292 par Guillaume IV de Putot, abbé de Fécamp, à l'angle de la rue Hautefeuille et de la rue Percée-Saint-André (actuelle impasse Hautefeuille). L'hôtel est reconstruit au XVIe siècle. 
Au XVIIe siècle, l'immeuble est habité par le capitaine Godin de Sainte-Croix, amant de la marquise de Brinvilliers, rendue célèbre par l'affaire des poisons, qui s'y rendait souvent.
Nicolas Boucot, un important bibliophile, y réside au premier étage jusqu'à sa mort en 1699. Tout au long de sa vie, il acquiert des livres, et à sa mort, il possède plus de 18 000 volumes et plus de 7 000 estampes. À la mort de Stanislas Leszczyński, duc de Lorraine, en 1766, les archives de Lorraine sont ramenées à Paris et entreposées dans le bâtiment, jusqu'en 1790, date à laquelle elles sont transférées aux Archives nationales.

## Architecture
Le bâtiment possède une tourelle d'angle, ou échauguette, en cul-de-lampe, du début du XVIe siècle. Fortement détériorée, il subsiste toutefois les sculptures en dentelles de l'encorbellement et les perles et entrelacs de la corniche. Les façades et toitures font l'objet d'une inscription par arrêté du 18 février 1947 et la tourelle d'angle fait l'objet d'un classement par arrêté du 5 janvier 1948.

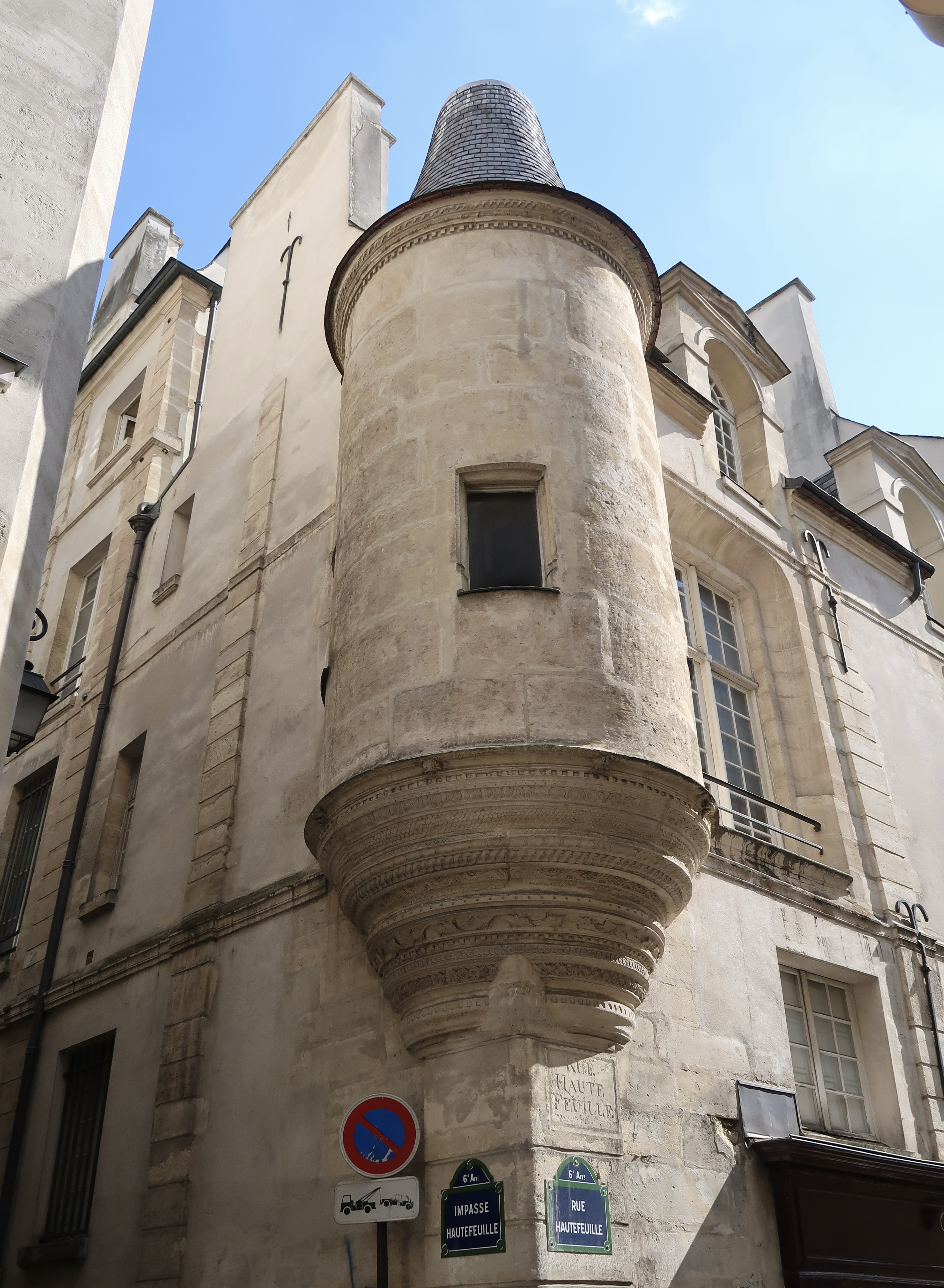
Tourelle à l'angle de la rue Hautefeuille et de l'impasse Hautefeuille.
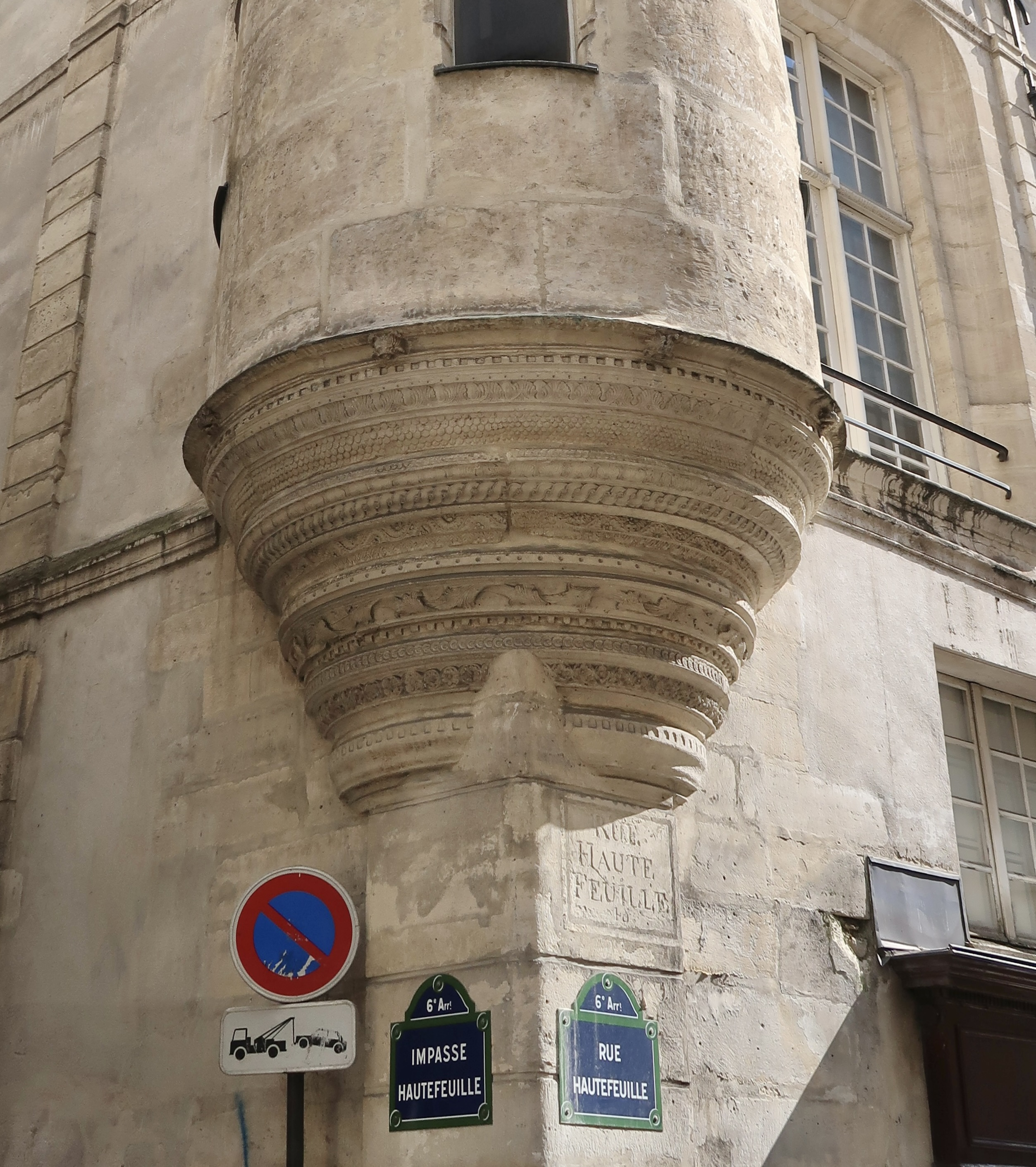
Détail de la base sculptée de la tourelle.
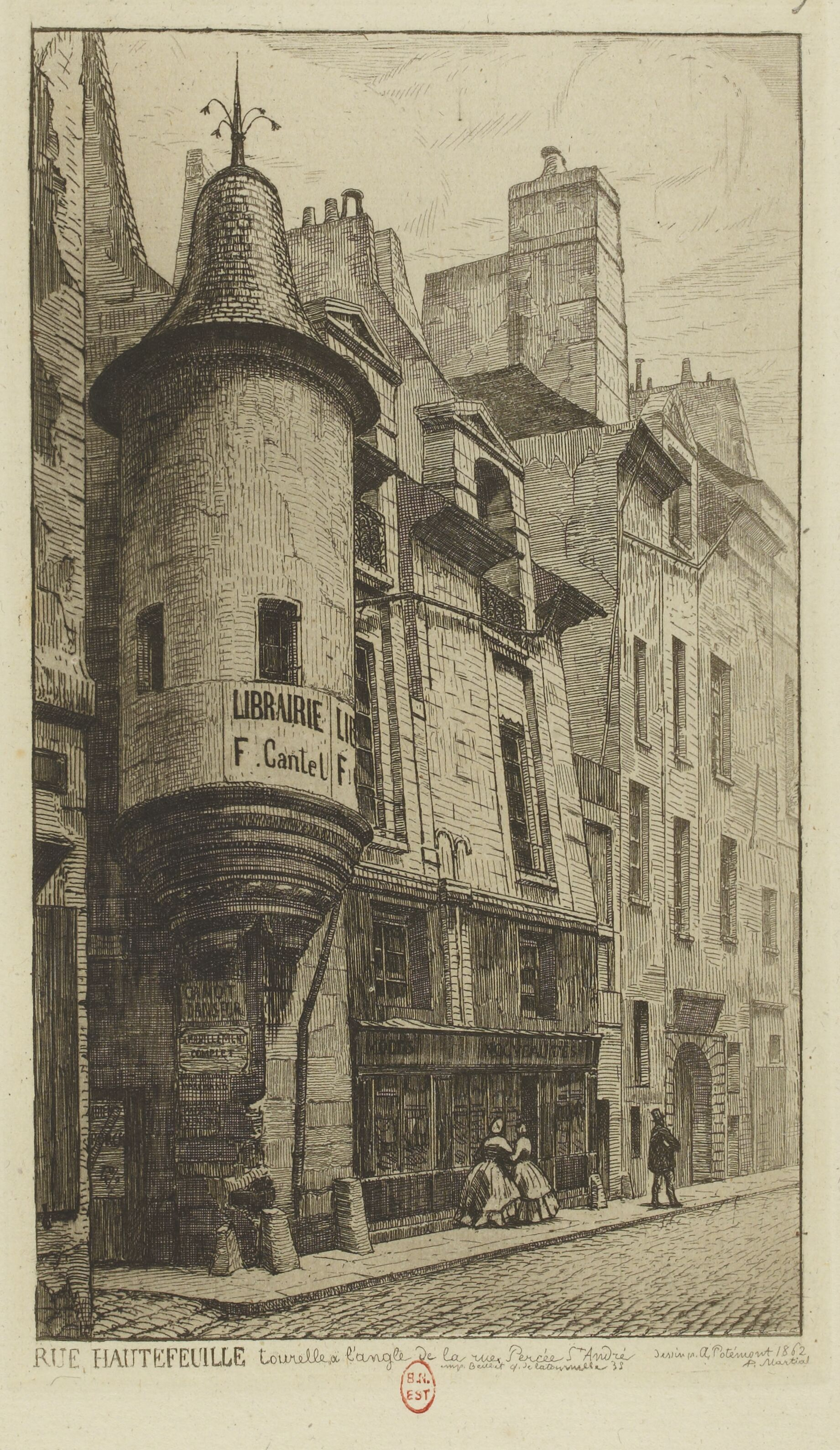
Dessin d'Adolphe Martial Potémont représentant l'hôtel des abbés de Fécamp et sa tourelle, 1862-1863.